# Haltery (ciężarki)

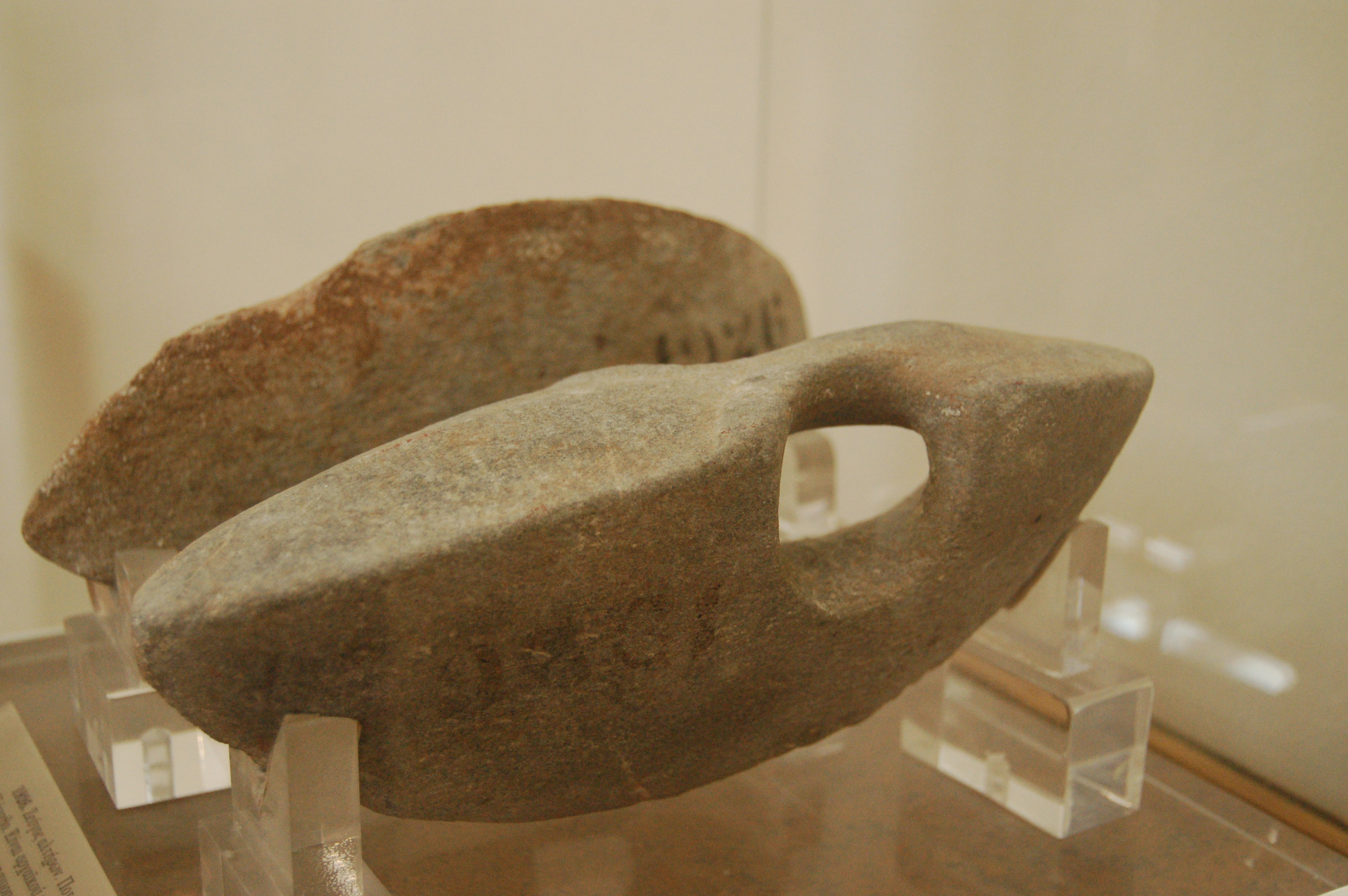
Oryginalne haltery używane podczas starożytnych igrzysk olimpijskich, eksponowane w Narodowym Muzeum Archeologicznym w Atenach

Haltery – ciężarki używane do skoków z miejsca w dal. Początkowo były to półokrągłe, sierpowate kawały kamienia z wklęsłością pośrodku dla wygodniejszego uchwytu ciężarka dłonią. Później wykonywano je z brązu w kształcie czółenek wydrążonych w środku. Ciężarki trzymane w dłoniach, rozkołysane, miały zawodnikowi ułatwić uzyskanie dłuższego skoku.